# Fire (canción de Krystal Meyers)
«FIRE» (en español: «Fuego») es una canción cristiana de la cantante estadounidense de rock y pop Krystal Meyers, lanzada como tercer sencillo oficial de su álbum debut homónimo Krystal Meyers, fue compuesta por Meyers y producido por Wizard Of Oz. La canción se puede describir entre un estilo Pop punk, Pop rock y Rock alternativo y un tema con un estilo más juvenil. Ingresó en las listas sin pena ni gloria, logrando el puesto no. 9 en las listas de rock cristiano de Billboard. Contó con un vídeo musical para promocionarlo.

## Lista de canciones
1. «FIRE»
2. «FIRE» (Bonus Track)
3. «Fire» (Video musical)